# Plecia crenula
Plecia crenula är en tvåvingeart som beskrevs av Hardy 1968. Plecia crenula ingår i släktet Plecia och familjen hårmyggor. Inga underarter finns listade i Catalogue of Life.